# 田村雅之
田村 雅之（たむら まさゆき、1946年1月22日-　）は、日本の詩人、編集者。砂子屋書房代表。
群馬県生まれ。1970年、明治大学商学部商学科卒業、国文社編集部に入社。1974年、文芸雑誌「磁場」編集長となる。1981年、太宰治のデビュー作『晩年』などを出版した砂子屋書房を引き継ぐかたちで、代表取締役となる。72年「風」同人。76年「方法的制覇」創刊。「鷭」などを経て「花」「ＥＲＡ」同人。2001年の『鬼の耳』で横浜詩人会賞受賞。2016年の『碓氷』で萩原朔太郎賞候補。

## 著書

### 詩集
- 『さびしい朝』 国文社 1972
- 『永訣』 国文社 1975
- 『デジャビュ 私家版』 砂子屋書房 1992
- 『鬼の耳』 「花」社 1998
- 『曙光』 砂子屋書房 2003
- 『エーヴリカ』 紙鳶社 2006
- 『田村雅之詩集』 砂子屋書房〈現代詩人文庫〉 2008
- 『萱の歌』 砂子屋書房 2010
- 『デジャビュ』 砂子屋書房 2010
- 『水馬』 白地社 2011
- 『碓氷』 砂子屋書房 2016
- 『オウムアムア』 砂子屋書房 2018
- 『瑞鳥』 砂子屋書房 2021

### 編集
- 『山中智恵子論集成』 砂子屋書房 2001